# Юханссон, Адам
Адам Юханссон (швед. Adam Johansson; 21 февраля 1983, Гётеборг, Швеция) — шведский футболист, защитник. Выступал в сборной Швеции. Крайний защитник, одинаково успешно играет на любом из флангов.

## Карьера

### Клубная
С 2002 года выступал за гётеборгский клуб «Вестра Фрёлунда» во второй лиге. Газета «Aftonbladet» назвала Юханссона «большим талантом» ещё до того, как он провёл первый официальный матч. 11 мая 2002 года забил свой первый гол, в ворота команды «Кафе Опера». В сезоне-2002 «Вестра Фрёлунда» заняла третье место в лиге Суперэттан, а в переходных матчах проиграла «Гётеборгу». Тогда же в СМИ появились сообщения о возможном переходе Юханссона в «Гётеборг», однако Адам остался во «Фрёлунде». Около половины сезона-2003 пропустил из-за тяжёлой травмы. По окончании сезона в СМИ вновь появились сообщения о возможном переходе Юханссона в «Гётеборг», и вновь этот трансфер не состоялся. В ноябре 2004 года появились слухи о возможном переходе в ещё один гётеборгский клуб, «Хеккен».
В итоге, в январе 2005 года Юханссон перешёл в «Гётеборг», контракт был рассчитан на 4 года. Первый официальный матч в составе этой команды провёл 10 марта 2005 года в Королевской лиге. Дебютировал в Аллсвенскан 17 апреля 2005 года в матче второго тура против «Ассириски». Играл в финале Королевской лиги 2004/2005, «Гётеборг» уступил «Копенгагену» в серии пенальти. Провёл 4 матча в Кубке Интертото 2005. Поначалу был лишь дублёром своего однофамильца Магнуса, но к концу сезона-2005 стал основным правым защитником «Гётеборга». В июле 2006 года впервые сыграл в Кубке УЕФА. В сезоне-2007 «Гётеборг» впервые за 10 лет стал чемпионом Швеции. В чемпионском сезоне Юханссон отыграл без замен все матчи Аллсвенскан, кроме двух, которые пропустил из-за перебора жёлтых карточек. 30 апреля 2007 года впервые исполнял обязанности капитана команды, вместо отсутствовавшего Никласа Александерссона. Был включён в символическую сборную чемпионата по версии Шведского футбольного союза и по версии газеты «Dagens Nyheter».
В ноябре 2007 года получил тяжёлую травму колена, пропустил из-за неё первые 9 туров чемпионата-2008. В июле 2008 года впервые сыграл в Лиге чемпионов, забил гол сан-маринской команде «Мурата». Помог «Гётеборгу» завоевать Кубок Швеции, в финальном матче играл на непривычной позиции левого полузащитника. В 2008 году «Гётеборг» также выиграл Суперкубок Швеции, но Юханссон не принимал участия в этом матче. В 2008 году капитан «Гётеборга» Никлас Александерссон завершил карьеру, и в 2009 году Юханссон стал новым капитаном команды. Сезон-2009 «Гётеборг» вновь начал с матча за Суперкубок, Адам играл в этом матче, его клуб проиграл «Кальмару» со счётом 0:1. После 13-ти туров чемпионата-2009 «Гётеборг» шёл на первом месте. 13 июля 2009 года в принципиальном матче 14-го тура против стокгольмского АИКа в столкновении с Мартином Мутумбой Юханссон получил тяжёлую травму — разрыв крестообразных связок колена и выбыл из строя до конца сезона. В середине августа был прооперирован, возвращение на поле ожидается не раньше февраля 2010 года.

### В сборной
Выступал за молодёжную (до 21 года) сборную Швеции. Дебютировал в молодёжной сборной 27 марта 2002 года в товарищеской игре с командой Швейцарии. Играл в отборочных матчах молодёжного чемпионата Европы 2004, но в заявку на финальную часть не попал. Участвовал в Тулонском турнире 2004 года, на котором Швеция дошла до финала. Также играл в отборочных матчах молодёжного чемпионата Европы 2006.
В январе 2009 года был вызван в первую сборную Швеции для участия в ежегодном турне по Америке, в котором участвуют только игроки скандинавских клубов. Дебютировал 24 января в товарищеском матче со сборной США, отыграл все 90 минут, Швеция проиграла со счётом 2:3. 28 марта 2009 года сыграл в отборочном матче чемпионата мира 2010 против сборной Португалии в Порту. В этой игре Юханссон действовал на позиции левого защитника, его главная задача состояла в том, чтобы нейтрализовать Криштиану Роналду. Адам в основном справился с этой задачей. Игра закончилась со счётом 0:0. Юханссон назвал этот матч крупнейшим в своей карьере.
| Матчи за национальную сборную | Матчи за национальную сборную | Матчи за национальную сборную | Матчи за национальную сборную | Матчи за национальную сборную | Матчи за национальную сборную |
| №                             | Дата                          | Соперник                      | Тип матча                     | Счёт                          | Примечания                    |
| ----------------------------- | ----------------------------- | ----------------------------- | ----------------------------- | ----------------------------- | ----------------------------- |
| 1                             | 24 января 2009                | США                           | ТМ                            | 2:3 (0:2)                     | 90 минут                      |
| 2                             | 28 января 2009                | Мексика                       | ТМ                            | 1:0 (0:0)                     | 90 минут                      |
| 3                             | 11 февраля 2009               | Австрия                       | ТМ                            | 2:0 (0:0)                     | заменён на 46'                |
| 4                             | 28 марта 2009                 | Португалия                    | ОЧМ                           | 0:0                           | 90 минут                      |
| 5                             | 1 апреля 2009                 | Сербия                        | ТМ                            | 0:2 (0:1)                     | вышел на 46'                  |
| 6                             | 6 июня 2009                   | Дания                         | ОЧМ                           | 0:1 (0:1)                     | 90 минут                      |
| 7                             | 10 июня 2009                  | Мальта                        | ОЧМ                           | 4:0 (1:0)                     | 90 минут                      |

ТМ — товарищеский матч, ОЧМ — отборочный матч Чемпионата мира 2010

## Достижения
- Чемпион Швеции 2007
- Обладатель Кубка Швеции 2008